# Luigi Gaetti
Luigi Gaetti (Mantova, 11 agosto 1959) è un politico italiano.

## Biografia
Medico specializzato in anatomia patologica, dal 2000 al 2004 è consigliere comunale a Curtatone con la Lega Nord. 
Iscrittosi poi al Movimento 5 Stelle, alle elezioni regionali del 2010 è candidato per la provincia di Mantova, ottenendo 249 preferenze, insufficienti a entrare in Consiglio.
Alle elezioni amministrative del 2011 si candida come consigliere della provincia di Mantova nella lista Salute Ambiente Futuro (collegata al Movimento 5 Stelle), a sostegno della candidata presidente Gloria Costani, nei collegi di Curtatone e Volta Mantovana totalizzando rispettivamente il 4,77% e l'1,27%, senza riuscire a ottenere il seggio.
Nel 2013 viene eletto senatore della XVII legislatura della Repubblica Italiana nella circoscrizione Lombardia per il Movimento 5 Stelle. Ha assunto l'incarico di vicepresidente della IX Commissione permanente (Agricoltura e produzione agroalimentare), rinunciando all'indennità di carica prevista.
Il 22 ottobre 2013 viene eletto vicepresidente della Commissione parlamentare Antimafia.
Dal 15 luglio 2014, è il nuovo Segretario d'Aula del gruppo M5S al Senato in sostituzione di Vito Rosario Petrocelli nominato capogruppo.
Non ricandidato alle successive elezioni politiche, dal 12 giugno 2018 è stato nominato Sottosegretario agli Interni nel Governo Conte I con delega all’Antimafia, data l’esperienza maturata in 5 anni come Vice Presidente della Commissione Antimafia nella XVII Legislatura.